# Ampliación San Francisco, Teotihuacán
Ampliación San Francisco är en ort i Mexiko, tillhörande kommunen Teotihuacán i delstaten Mexiko. Ampliación San Francisco ligger i den centrala delen av landet och tillhör Mexico Citys storstadsområde. Orten hade 288 invånare vid folkmätningen 2010.